# Horisme filia
Horisme filia är en fjärilsart som beskrevs av Louis Beethoven Prout 1913. Horisme filia ingår i släktet Horisme och familjen mätare. Inga underarter finns listade i Catalogue of Life.